# Oleg Ogorodov
Oleg Ogorodov, né le 16 juillet 1972 à Tachkent, est un ancien joueur de tennis professionnel ouzbek.
Il s'agit du meilleur joueur de tennis de son pays jusqu'à l'arrivée de Denis Istomin.

## Carrière
Sur le circuit ATP, il a remporté un titre en double tournoi de Tachkent en 1999 avec Marc Rosset et atteint la finale de celui de Chennai en 1997 aux côtés d'Eyal Ran. En simple, il a atteint à deux reprises les quarts de finale d'un tournoi ATP : à Vienne en 1995 et Séoul en 1996. Cette année-là, il a participé aux Jeux olympiques d'Atlanta et s'est qualifié pour le second tour en battant Sándor Noszály.
Il a été le premier joueur ouzbek à remporter un match dans un tournoi du Grand Chelem à Roland-Garros en 2002. Pour y parvenir, il a dû battre Markus Hipfl sur le score de 6-78, 6-1, 2-6, 7-5, 9-7. Il s'agit par ailleurs de sa dernière performance majeure dans un tournoi professionnel puisqu'il a arrêté les tournées à l'étranger à la fin de cette saison. Il avait auparavant intégré le tableau final des trois autres tournois du Grand Chelem.
Il compte aussi à son palmarès 4 tournois Challenger en simple (Madras en 1996, Cordoue en 1999 et Samarcande en 1999 et 2001) et 7 en double.
Joueur émérite de Coupe Davis, il détient les meilleures statistiques de l'équipe d'Ouzbékistan en ce qui concerne le nombre de matchs joués (77), le nombre de victoires en simple (36) et en double (17), ainsi que le nombre de rencontres auxquelles il a participé (29). Il est l'auteur d'une série de 16 victoires consécutives en simple entre 1994 et 1997 et a amplement participé aux réussites de l'équipe, qui a atteint avec lui les barrages de montée dans le groupe mondial à quatre reprises de 1998 à 2001.
Il a également remporté quatre médailles de bronze aux Jeux asiatiques : par équipes aux Jeux de Bangkok en 1998 puis en simple, en double mixte (avec Iroda Tulyaganova) et par équipes aux ceux de Pusan en 2002.

## Palmarès

### Titre en simple
Aucun

### Finale en simple
Aucune

### Titre en double (1)
| No | Date       | Nom et lieu du tournoi   | Catégorie   | Surface    | Partenaire  | Finalistes              | Score      |  |
| -- | ---------- | ------------------------ | ----------- | ---------- | ----------- | ----------------------- | ---------- |  |
| 1  | 13/09/1999 | President’s Cup Tachkent | Int' Series | Dur (ext.) | Marc Rosset | Mark Keil Lorenzo Manta | 7-64, 7-61 |  |

### Finale en double (1)
| No | Date       | Nom et lieu du tournoi  | Catégorie    | Surface    | Vainqueurs                   | Partenaire | Score    |  |
| -- | ---------- | ----------------------- | ------------ | ---------- | ---------------------------- | ---------- | -------- |  |
| 1  | 07/04/1997 | Gold Flake Open Chennai | World Series | Dur (ext.) | Leander Paes Mahesh Bhupathi | Eyal Ran   | 7–6, 7–5 |  |

## Parcours dans les tournois duGrand Chelem

### En simple
| Année | Open d'Australie | Open d'Australie | Internationaux de France | Internationaux de France | Wimbledon       | Wimbledon | US Open         | US Open      |
| ----- | ---------------- | ---------------- | ------------------------ | ------------------------ | --------------- | --------- | --------------- | ------------ |
| 1996  | 1er tour (1/64)  | T. Woodbridge    | —                        | —                        | 1er tour (1/64) | M. Damm   | —               | —            |
| 1997  | —                | —                | —                        | —                        | —               | —         | 1er tour (1/64) | A. Rădulescu |
| 2002  | —                | —                | 2e tour (1/32)           | T. Robredo               | —               | —         | —               | —            |

N.B. : à droite du résultat se trouve le nom de l'ultime adversaire.

### En double
N'a jamais participé à un tableau final